# Johan Vising

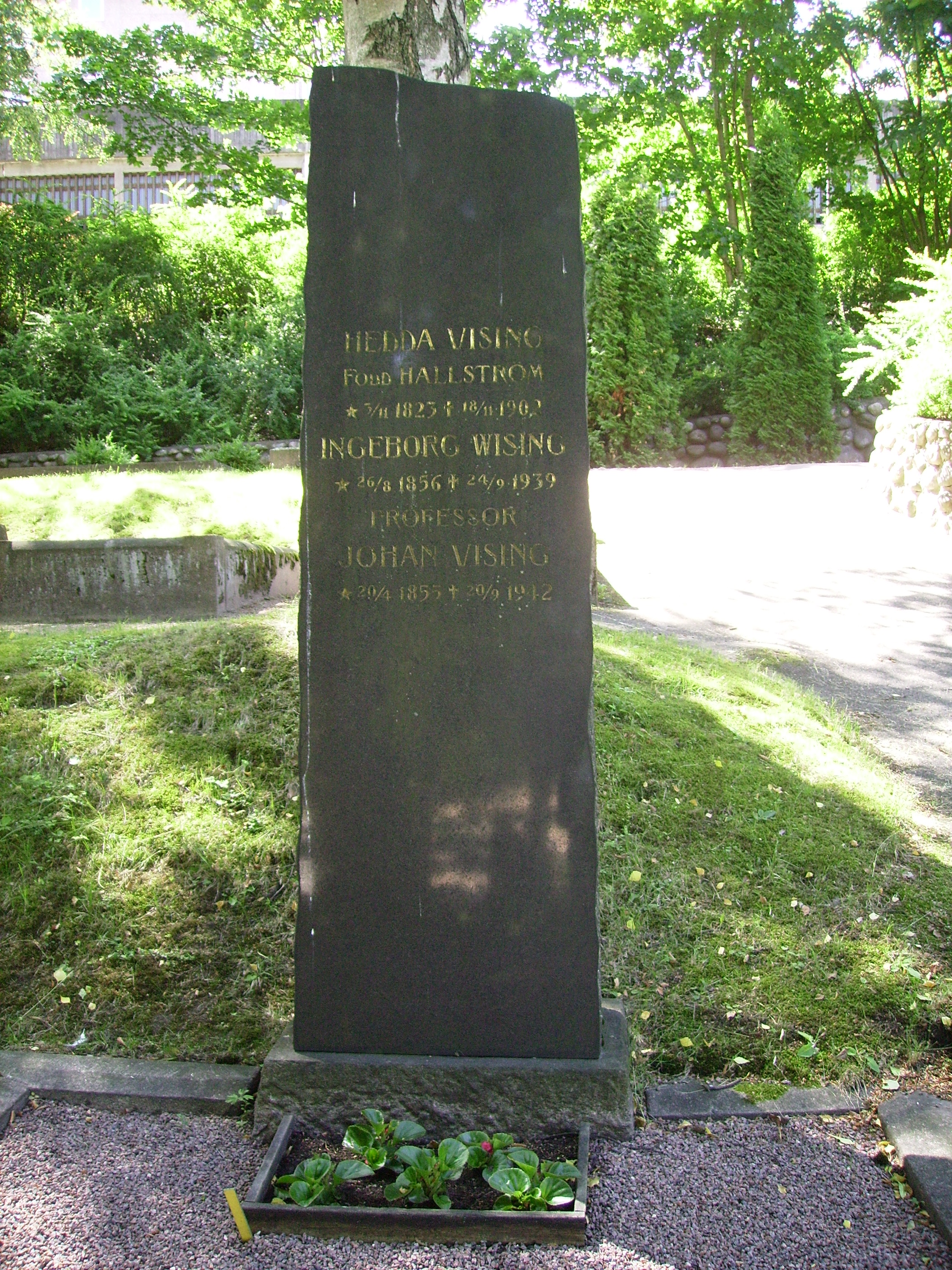
Visings gravvård på Östra kyrkogården i Göteborg.

Per Johan Vising, född den 20 april 1855 i Överlännäs i Västernorrlands län, död den 20 september 1942 i Göteborg, var en svensk professor samt rektor vid Göteborgs högskola 1899–1909.

## Biografi
Vising var son till bruksförvaltaren Carl Wising och skolföreståndaren Hedda Wising. Han avlade mogenhetsexamen 1874 vid Härnösands gymnasium, skrevs samma år in vid Uppsala universitet där han 1877 blev filosofie kandidat, filosofie licentiat där 1880, filosofie doktor där 1882 samt docent där samma år. Han blev lektor i Vänersborg 1883, vid Lunds katedralskola 1886, docent i franska språket där 1886, professor i nyeuropeisk lingvistik (med undervisningsskyldighet i romanska språk) vid Göteborgs högskola 1890 (tillträdde 1891), rektor där 1899–1909 samt emeritus 1922. 
Vising var ordförande i styrelsen för Göteborgs stadsbibliotek 1899–1926, ledamot av Kungliga Vetenskaps- och Vitterhetssamhället i Göteborg 1892, dess sekreterare 1899–1907 och dess ordförande 1908–1909 (hedersledamot 1927), ledamot av Humanistiska vetenskapssamfundet i Lund 1922, ledamot av Spanska historiska akademin 1914, och lärare i franska vid Handelshögskolan 1923–1932. Den 6 mars 1934 blev Vising hedersledamot av Kungliga Vitterhets Historie och Antikvitets Akademien.
Vising gravsattes den 24 september 1942 på Östra kyrkogården i Göteborg.

## Utmärkelser
Vising var kommendör av första klassen av Nordstjärneorden, storofficer av Italienska Kronorden, officer av franska Hederslegionsorden och officer av franska Instruction publique. Han blev även år 1901 hedersledamot vid Norrlands nation i Uppsala.